# Нугуш (село)
Нугу́ш (рос. Нугуш, башк. Нөгөш) — село у складі Мелеузівського району Башкортостану, Росія. Адміністративний центр Нугушівської сільської ради.
Населення — 1190 осіб (2010; 1195 в 2002).
Національний склад:
- росіяни — 56%
- башкири — 32%